# HD DVD
Le HD DVD est un support de vidéo numérique créé par Toshiba en 2003 et abandonné en mars 2008, acronyme anglais de High Density Digital Versatile Disc, traduisible en français par « disque numérique polyvalent de haute densité ». Dans ce support, tout comme pour le CD et le DVD, les données sont enregistrées sous forme numérique, sur un disque de 12 cm de diamètre. Le terme « HD » renvoie à la haute définition car les vidéogrammes sauvegardés sur ces disques peuvent être conformes à la résolution d'image améliorée.
Le HD DVD a été le principal concurrent du disque Blu-ray, avec lequel il partage une partie des spécificités techniques : haute définition, compression numérique, son multicanal, données associées, etc. Il a été commercialement soutenu par Microsoft, NEC et Intel. Ce support exploite une densité de données plus faible et pourrait (en principe) être moins cher à produire, à l'instar des équipements compatibles, que son concurrent Blu-ray.

## Historique
En réponse à appel à candidature, le 19 novembre 2003, le DVD Forum choisit par huit voix contre six le HD DVD pour devenir support standard de la télévision haute définition sur disque optique, remplaçant le DVD de capacité réduite et mal adapté aux fichiers Haute Définition. Lors de cette réunion, le projet déposé par Toshiba/MemoryTech, « Advanced Optical Disc » (AOD) est désigné pour devenir le nouveau format HD DVD. L'un des projets concurrents est alors le format du Blu-ray, développé par Sony et Philips. Le 29 novembre 2004, quatre studios hollywoodiens annoncent leur ralliement au format HD DVD au détriment du Blu-ray, bien que ce choix de support ne soit pas exclusif : New Line Cinema, Paramount Pictures, Universal Studios et Warner Bros..
En France, le premier HD DVD est commercialisé le 27 septembre 2006 (titre « Renaissance »). Le premier lecteur de salon dont la sortie avait été repoussée officiellement pour raisons techniques est disponible à compter de janvier 2007. Le modèle de base HD E1 et le moins cher (lancé au prix de 599 €) ne propose qu’une définition HD de 1080i et améliorée de 720p. Le lecteur HD DVD capable de lire la résolution « Full HD » de 1080p est disponible à partir de fin février 2007 : le modèle HD XE1 (lancé au prix de 899 €).
D’après ces statistiques, la part de marché annuelle pour chaque format entre les deux concurrents est évaluée à 33 % pour le HD DVD contre 67 % pour le Blu-ray, à la fin du mois d’août 2007.
Le 21 août 2007, Paramount Pictures et Dreamworks décident d'abandonner le Blu-ray Disc pour supporter exclusivement le HD DVD (pour des raisons de « maturité technologique » inhérentes à ce format), rejoignant ainsi Universal Studios, également supporter exclusif du format HD DVD. Toutefois, de nombreux acteurs du marché soupçonnent Microsoft d’avoir versé à Paramount la somme de 100 millions de dollars pour lui faire choisir ce format,.
Le 4 janvier 2008, Warner Bros. annonce l’exclusivité de son catalogue pour le format Blu-ray à partir de mai 2008. Le PDG du groupe, M. Meyer, qualifie ce choix du Blu-ray au détriment du HD DVD de « décision stratégique tournée vers le long terme ».
Le 16 février 2008, Reuters se fait écho de la rumeur selon laquelle le format HD DVD ne ferait plus objet de production d’équipement, annonçant ainsi la défaite du HD DVD face au format de Sony, le Blu-ray. Cette rumeur serait liée à la décision des plus grands éditeurs de films de se tourner vers le Blu-ray ainsi qu’à l’annonce, la veille, par le grand distributeur américain Walmart de suspendre la commercialisation des HD DVD.
Le 19 février 2008, lors d’une conférence de presse, Toshiba annonce la mort officielle de son format haute définition, le HD DVD. Dès cette date, Toshiba arrête toute campagne publicitaire visant à promouvoir son format HD DVD et annonce l’arrêt de la production des équipements et des médias HD DVD pour fin mars 2008.

## Caractéristiques
Le HD DVD a une capacité par couche de 15 Go, soit un total de 30 Go avec un HD DVD double couche. En 2007, Toshiba a annoncé un disque expérimental triple couche, d’une capacité de 51 Go qui permettrait au disque d’être lu par une platine HD DVD ou DVD, en effet deux couches seraient utilisées pour le stockage du contenu haute définition, alors que la troisième serait gravée avec les caractéristiques d’un DVD standard. Un autre projet triple couche totalement haute définition permet quant à lui d’accueillir 51 Go de données, portant ainsi la capacité de chaque couche à 17 Go. La couche de protection (qui protège la couche de données) des disques HD DVD fait 0,6 mm d’épaisseur (la même que celle du DVD), alors que celle des disques Blu-ray est d’environ 0,1 mm d’épaisseur. Cette technologie utilise une diode laser fonctionnant à une longueur d’onde de 405 nm pour lire et écrire les données. Les 2 formats seront compatibles avec les DVD et emploieront les mêmes techniques de compression : MPEG-2, Video Codec 1/VC1 (basé sur le format WMV) et le format H.264/MPEG-4 AVC.

### Vidéo
Le format HD DVD supporte un large choix de résolutions, de la plus basse (CIF et SDTV), toutes les résolutions supportées par le standard DVD, jusqu’aux formats HDTV suivants : 720p, 1080i et 1080p. Le HD DVD supporte les vidéos encodées en MPEG-2 (format utilisé pour les DVD) ainsi que les nouveaux formats VC-1 et AVC plus efficaces.

## Matériel

### Compatibilité
Les lecteurs HD DVD permettent la lecture des disques DVD en haute définition grâce à l’upscaling en 1080i/1080p.

### Platines HD DVD de salon
Les premiers lecteurs de salon du marché français ont été proposés par Toshiba début février 2007 sous les références HD-E1 (entrée de gamme) et HD-XE1 (haut de gamme).
Basés sur des processeurs Intel Pentium 4 et accompagnés par 1 Gio de RAM comme la plupart des lecteurs HD DVD, ces lecteurs se différencient par leurs compatibilités haute-définition.
Le HD-E1 en effet ne gère au maximum que la définition de 1080i avec connectique HDMI 1.2, contrairement au HD-XE1 disposant d’une connectique HDMI 1.3 et gérant une définition de 1080p.
Ces deux lecteurs sont aussi capables de dégrader (downgrader) le signal HD, permettant ainsi d’être connecté à un téléviseur standard via S-Video ou vidéo composite. Ils possèdent également la connectique composante (YUV), permettant d’atteindre la définition de 1080i ainsi qu’un port Ethernet permettant d’accéder aux différents contenus en ligne du film ou encore de mettre à jour le logiciel interne de la platine.
Côté connectique audio on retrouve un connecteur optique permettant l’accès aux formats Dolby Digital, Dolby Digital Plus, Dolby Digital True HD, DTS (Digital Theater System), DTS HD ainsi des connecteurs composites.

### Platines hybrides HD DVD - Blu-ray
Face à l’incertitude concernant le format haute définition du futur, certains fabricants ont eu en tête de proposer des platines permettant de lire des films HD DVD comme Blu-ray. Ce fut le cas par exemple du sud-coréen LG, qui a présenté lors du CES de janvier 2007 la platine BH100, prenant en charge ces deux formats concurrents en plus du standard DVD actuel. Cette platine reprend pour le HD DVD les caractéristiques indiquées ci-dessus pour le HD-XE1.

### Lecteur HD DVD pour Xbox 360 (Compatible Windows)
Microsoft a proposé de novembre 2006 à février 2008 un lecteur de disques HD DVD pour sa console Xbox 360. Commercialisé initialement pour la somme de 179 €, ce lecteur verra son prix baisser à 129 € le 7 février 2008, peu de temps avant l'annonce de l'abandon du support par Microsoft, le 24 février 2008.
Doté d’une interface USB 2.0 ce lecteur fabriqué par Toshiba peut aussi être utilisé sur un PC basé sur Windows Vista ou Windows XP, mais nécessite cependant l’utilisation d’un logiciel de décodage compatible HD DVD.
Cependant ses caractéristiques l’éloignent des lecteurs entrées de gamme, la console Xbox 360 ne disposant pas de HDMI à sa sortie. Mais ce problème est résolu sur la Xbox 360 Elite, la nouvelle version de la console de Microsoft et qui intègre un port HDMI, sortie officiellement le 26 avril 2007 aux États-Unis et le 24 août en Europe. De plus tous les packs sortant d’usines depuis novembre 2007 proposent désormais un port HDMI de série.
Pour pouvoir profiter du Full HD qu’offre ce lecteur, il faut utiliser les câbles fournis avec la console ou acheter le câble VGA qui se commercialise autour de 25 €.

### Les quelques conditions de la lecture sous Windows
Le HD DVD peut être lu sur PC mais cela implique des contraintes d’un point de vue matériel. La configuration minimale requise montre en effet la nécessité d’un processeur récent (2006 pour l'époque) ainsi que d’un minimum de 1 Gio de RAM alors que les cartes graphiques recommandées sont celles des générations 8x00 de nVidia et HD 2x00 d'ATI, permettant d’accélérer convenablement le décodage des flux VC-1 et H.264.
Côté carte vidéo, il y a une autre contrainte de taille : celle-ci doit être compatible HDCP (High-bandwidth Digital Content Protection). Quant à l’écran, il devra lui aussi être compatible HDCP. Toutefois, si la connectique vidéo utilisée est analogique, la présence de la technologie HDCP n’est pas requise (celle-ci n’étant indispensable que lors de l’usage d’une connectique vidéo numérique DVI ou HDMI).

## Fonctionnalités des disques HD DVD

### U-Control Tutorial
La fonctionnalité U-Control Tutorial est exclusive aux disques HD DVD et est rendue possible grâce à la partie développée par Microsoft du firmware de chaque lecteur HD DVD. Cette fonction a été présentée en France par Toshiba lors de la présentation à la presse de ses platines européennes avec le film « The Fast And Furious - Tokyo Drift ».
Premier exemple : le « picture in picture », permettant d’avoir en temps réel les commentaires du réalisateur sur la scène en cours grâce à une petite vidéo en incrustation faisant office de making-off.
La fonction « Story-Board » permet quant à elle de voir des images du dit story-board.
D’autres exemples sont proposés comme le GPS, permettant d’afficher en temps réel où se déroule le film dans Tokyo, ou encore une fonctionnalité permettant d’afficher le coût des dégâts subis par un véhicule en temps réel.

### Fonctions liées au firmware
Le firmware des platines HD DVD permet aussi une fonction baptisée « Mes scènes » permettant de conserver, de manière définitive, des « favoris » sur les films et ainsi d’accéder à l’instant que l’on désire, et ce, même des mois après la création de ce « bookmark ».

### Mécanisme de protection
Les HD DVD sont protégés par le mécanisme Advanced Access Content System. En avril 2007, une clé de chiffrement servant à empêcher la copie des HD DVD a été diffusée massivement sur Internet, notamment par la communauté du site web Digg. Cette clé secrète est équivalente à celle du Content Scrambling System pour les DVD et est nécessaire au fonctionnement de DeCSS pour déchiffrer les HD DVD.

### Disques hybrides
À la fin de commercialisation des films en HD DVD, des disques hybrides ont été vendus. Ils intégraient sur la même face une couche au format HD DVD (15 Go de données) et une couche au format DVD (4,7 Go de données). Les disques pouvaient donc être lus soit dans un lecteur de HD DVD, qui accédait à la face dédiée, soit dans un lecteur de DVD classique.

## Variantes du HD DVD
- HD DVD-R : HD DVD gravable une fois, capacité 15 Go par couche (soit 30 Go pour un support double-couche)
- HD DVD-RW : HD DVD réinscriptible (environ 1000 fois)
- HD DVD-RAM : accès dynamique, capacité 20 Go par couche